# Trinidad és Tobago az 1984. évi nyári olimpiai játékokon
Trinidad és Tobago az egyesült államokbeli Los Angelesben megrendezett 1984. évi nyári olimpiai játékok egyik részt vevő nemzete volt. Az országot az olimpián 5 sportágban 16 sportoló képviselte, akik érmet nem szereztek.

## Atlétika
Férfi
| Versenyző                                           | Versenyszám     | Előfutam      | Előfutam      | Előfutam      | Negyeddöntő | Negyeddöntő | Negyeddöntő | Elődöntő | Elődöntő | Elődöntő | Döntő   | Döntő    |
| Versenyző                                           | Versenyszám     | Idő           | Hely.         | Össz.         | Idő         | Hely.       | Össz.       | Idő      | Hely.    | Össz.    | Idő     | Helyezés |
| --------------------------------------------------- | --------------- | ------------- | ------------- | ------------- | ----------- | ----------- | ----------- | -------- | -------- | -------- | ------- | -------- |
| Hasely Crawford                                     | 100 m           | 10,48         | 4.            | 20.*          | 10,56       | 4.          | 23.*        | kiesett  | kiesett  | kiesett  | kiesett | kiesett  |
| Mike Paul                                           | 400 m           | 46,18         | 2.            | 19.           | 45,84       | 3.          | 18.         | 45,60    | 6.       | 12.      | kiesett | kiesett  |
| Anton Skerritt                                      | 400 m           | 46,30         | 4.            | 24.*          | 46,93       | 8.          | 32.         | kiesett  | kiesett  | kiesett  | kiesett | kiesett  |
| Ali St. Louis                                       | 400 m           | nem ért célba | nem ért célba | nem ért célba | kiesett     | kiesett     | kiesett     | kiesett  | kiesett  | kiesett  | kiesett | kiesett  |
| Anton Skerritt Mike Puckerin Derek Archer Mike Paul | 4 × 400 m váltó | 3:06,81       | 3.            | 14.           |             |             |             | kizárták | kizárták | kizárták | kiesett | kiesett  |

Női
| Versenyző                                                           | Versenyszám     | Előfutam | Előfutam | Előfutam | Negyeddöntő | Negyeddöntő | Negyeddöntő | Elődöntő | Elődöntő | Elődöntő | Döntő   | Döntő    |
| Versenyző                                                           | Versenyszám     | Idő      | Hely.    | Össz.    | Idő         | Hely.       | Össz.       | Idő      | Hely.    | Össz.    | Idő     | Helyezés |
| ------------------------------------------------------------------- | --------------- | -------- | -------- | -------- | ----------- | ----------- | ----------- | -------- | -------- | -------- | ------- | -------- |
| Gillian Forde                                                       | 100 m           | 11,76    | 4.       | 22.      | 11,86       | 5.          | 21.         | kiesett  | kiesett  | kiesett  | kiesett | kiesett  |
| Angela Williams                                                     | 100 m           | 11,74    | 5.       | 21.      | 11,89       | 6.          | 23.         | kiesett  | kiesett  | kiesett  | kiesett | kiesett  |
| Angela Williams                                                     | 200 m           | 23,38    | 4.       | 13.      | kiesett     | kiesett     | kiesett     | kiesett  | kiesett  | kiesett  | kiesett | kiesett  |
| Gail Emmanuel                                                       | 400 m           | 54,07    | 5.       | 21.      |             |             |             | kiesett  | kiesett  | kiesett  | kiesett | kiesett  |
| Janice Bernard Gillian Forde Esther Hope-Washington Angela Williams | 4 × 100 m váltó | 44,78    | 4.       | 8.       |             |             |             |          |          |          | 44,23   | 7.       |

* - egy másik versenyzővel azonos eredményt ért el

## Kerékpározás

### Pálya-kerékpározás
Sprintverseny
| Versenyző   | Versenyszám  | 1. forduló                                    | 1. forduló | Vigaszág                                        | Vigaszág | Döntő                  | Döntő | 2. forduló                 | 2. forduló | Vigaszág                     | Vigaszág | Nyolcaddöntő           | Nyolcaddöntő | Vigaszág               | Vigaszág | Döntő                | Döntő   | Negyeddöntő          | 5–8. helyért           | 5–8. helyért | Elődöntő             | Döntő                | Helyezés |
| Versenyző   | Versenyszám  | Ellenfelek Győztes idő                        | Hely       | Ellenfelek Győztes idő                          | Hely     | Ellenfelek Győztes idő | Hely  | Ellenfél Győztes idő       | Hely       | Ellenfél Győztes idő         | Hely     | Ellenfelek Győztes idő | Hely         | Ellenfelek Győztes idő | Hely     | Ellenfél Győztes idő | Hely    | Ellenfél Győztes idő | Ellenfelek Győztes idő | Hely         | Ellenfél Győztes idő | Ellenfél Győztes idő | Helyezés |
| ----------- | ------------ | --------------------------------------------- | ---------- | ----------------------------------------------- | -------- | ---------------------- | ----- | -------------------------- | ---------- | ---------------------------- | -------- | ---------------------- | ------------ | ---------------------- | -------- | -------------------- | ------- | -------------------- | ---------------------- | ------------ | -------------------- | -------------------- | -------- |
| Gene Samuel | Férfi egyéni | Mark Barry (GBR) · James Joseph (GUY) · 11,84 | 3.         | Paulo Jamur (BRA) · Ernest Moodie (CAY) · 11,89 | 1.       |                        |       | Nelson Vails (USA) · 10,80 | 2.         | Kenrick Tucker (AUS) · 11,46 | 2.       | kiesett                | kiesett      | kiesett                | kiesett  | kiesett              | kiesett | kiesett              | kiesett                | kiesett      | kiesett              | kiesett              | kiesett  |

Időfutam
| Név         | Versenyszám  | Idő     | Helyezés |
| ----------- | ------------ | ------- | -------- |
| Gene Samuel | Férfi egyéni | 1:06,69 | 4.       |

## Ökölvívás
RSC – a mérkőzésvezető megállította a mérkőzést
| Versenyző     | Versenyszám  | Selejtező         | 32-es főtábla                            | Nyolcaddöntő      | Negyeddöntő       | Elődöntő          | Döntő             | Helyezés |
| Versenyző     | Versenyszám  | Ellenfél Eredmény | Ellenfél Eredmény                        | Ellenfél Eredmény | Ellenfél Eredmény | Ellenfél Eredmény | Ellenfél Eredmény | Helyezés |
| ------------- | ------------ | ----------------- | ---------------------------------------- | ----------------- | ----------------- | ----------------- | ----------------- | -------- |
| Nirmal Lorick | Pehelysúly   | erőnyerő          | Pak Hjongok (Park Hyeong-Ok) (KOR) · 2:3 | kiesett           | kiesett           | kiesett           | kiesett           | 17.      |
| Don Smith     | Félnehézsúly |                   | Kevin Barry (NZL) · 0:5                  | kiesett           | kiesett           | kiesett           | kiesett           | 17.      |

## Úszás
Férfi
| Versenyző    | Versenyszám | Előfutam | Előfutam | Előfutam | Döntő   | Döntő   | Döntő   | Helyezés |
| Versenyző    | Versenyszám | Idő      | Hely.    | Össz.    | Típus   | Idő     | Hely.   | Helyezés |
| ------------ | ----------- | -------- | -------- | -------- | ------- | ------- | ------- | -------- |
| Paul Newallo | 100 m mell  | 1:06,12  | 4.       | 28.      | kiesett | kiesett | kiesett | kiesett  |
| Paul Newallo | 200 m mell  | 2:28,88  | 3.       | 32.      | kiesett | kiesett | kiesett | kiesett  |

## Vitorlázás
Nyílt
| Versenyző        | Versenyszám | Futam | Futam | Futam | Futam | Futam  | Futam | Futam | Pontszám | Helyezés |
| Versenyző        | Versenyszám | 1     | 2     | 3     | 4     | 5      | 6     | 7     | Pontszám | Helyezés |
| ---------------- | ----------- | ----- | ----- | ----- | ----- | ------ | ----- | ----- | -------- | -------- |
| Jean-Marc Holder | Finn dingi  | 27,0  | 20,0  | 23,0  | 10,0  | (30,0) | 26,0  | 25,0  | 131,0    | 20.      |